# Бекирлия
Бекирлия (на македонска литературна норма: Бекирлија) е село в централната част на Северна Македония, община Джумайлия (Лозово).

## География
Селото е разположено в областта Овче поле, югоизточно от общинския център Джумайлия (Лозово).

## История
През XIX век Бекирлия е изцяло турско село в Щипска кааза, нахия Овче поле на Османската империя. Според статистиката на Васил Кънчов („Македония. Етнография и статистика“) от 1900 година Бекерли има 270 жители, всички турци мюсюлмани.
След Междусъюзническата война в 1913 година селото попада в Сърбия.
Според Димитър Гаджанов в 1916 година в Бекарлий живеят 47 турци.
На етническата си карта от 1927 година Леонард Шулце Йена показва Бекирли (Bekirli) като турско село.
| Година    | 1948 | 1953 | 1961 | 1971 | 1981 | 1991 | 1994 | 2002 |
| --------- | ---- | ---- | ---- | ---- | ---- | ---- | ---- | ---- |
| Население | 134  | 161  | 116  | 70   | 25   | 25   | 15   | 5    |

| Националност | Всичко |
| македонци    | 0      |
| албанци      | 0      |
| турци        | 5      |
| роми         | 0      |
| власи        | 0      |
| сърби        | 0      |
| бошняци      | 0      |
| други        | 0      |

Бекирлия придобива известност покрай документалния филм „Медена земя“, който е номиниран за „Оскар“ през 2020 година в две категории – за най-добър пълнометражен документален филм и за най-добър чуждестранен филм. В началото на 2020 година в запустялото село живее само главната героиня Атидже Муратова, която лови диви пчели и събира мед.